# 第36回日劇學院賞
←第35回 - 第36回 - 第37回→
第36回日劇學院賞，針對2003年1月到3月在日本播出的連續劇做出投票與評比。

## 得獎名單

### 最優秀作品賞
1. 我的生存之道
2. 夢想飛行
3. 美女或野獸

- 讀者票：1.我的生存之道；2.夢想飛行；3.美女或野獸
- 記者票：1.我的生存之道；2.HR；3.美女或野獸
- 評審票：1.我的生存之道；2.夢想飛行；3.美女或野獸

### 主演男優賞
1. 草彅剛（我的生存之道）
2. 木村拓哉（夢想飛行）
3. 阿部寬（最後的律師）

- 讀者票：1.草彅剛（我的生存之道）；2.木村拓哉（夢想飛行）；3.福山雅治（美女或野獸）
- 記者票：1.草彅剛（我的生存之道）；2.阿部寬（最後的律師）；3.香取慎吾（HR）
- 評審票：1.草彅剛（我的生存之道）；2.木村拓哉（夢想飛行）；3.阿部寬（最後的律師）

### 主演女優賞
1. 松嶋菜菜子（美女或野獸）
2. 松隆子（愛相隨）
3. 釋由美子（心魔大審判）

- 讀者票：1.松嶋菜菜子（美女或野獸）；2.松隆子（愛相隨）；3.水野美紀（和婆婆一起）
- 記者票：1.松嶋菜菜子（美女或野獸）；2.釋由美子（心魔大審判）；3.松隆子（愛相隨）
- 評審票：1.松嶋菜菜子（美女或野獸）；2.鈴木京香（緋色的記憶）；3.本上真奈美（人情とどけます）

### 助演男優賞
1. 堤真一（夢想飛行）
2. 小日向文世（我的生存之道）
3. 京本政樹（新高校教師）

- 讀者票：1.堤真一（夢想飛行）；2.小日向文世（我的生存之道）；3.坂口憲二（愛相隨）
- 記者票：1.小日向文世（我的生存之道）；2.堤真一（夢想飛行）；3.京本政樹（高校教師）
- 評審票：1.堤真一（夢想飛行）；2.小日向文世（我的生存之道）；3.中村獅童（HR）

### 助演女優賞
1. 矢田亞希子（我的生存之道）
2. 柴咲幸（夢想飛行）
3. 上戶彩（新高校教師）

- 讀者票：1.矢田亞希子（我的生存之道）；2.柴咲幸（夢想飛行）；3.上戶彩（高校教師）
- 記者票：1.矢田亞希子（我的生存之道）；2.柴咲幸（夢想飛行）；3.上戶彩（高校教師）
- 評審票：1.柴咲幸（夢想飛行）；2.矢田亞希子（我的生存之道）；3.酒井美紀（HR）

### 其他
- 主題歌賞：SMAP：世界上唯一的花（我的生存之道）
- 新人俳優賞：SONIM（新高校教師）
- 最佳服裝賞：松嶋菜菜子（美女或野獸）
- 腳本賞：橋部敦子（我的生存之道）
- 監督賞：星護、佐藤祐市、三宅喜重（我的生存之道）
- 劇中音樂賞：本間勇輔（我的生存之道）
- 卡司賞：美女或野獸
- 片頭片尾賞：平野俊一（夢想飛行）
- 電視週刊特別賞：HR